# Kulhapää
Kulhapää är en sjö i kommunen Multia i landskapet Mellersta Finland i Finland. Den är 2,2 meter djup. Arean är 36 hektar och strandlinjen är 3,86 kilometer lång. Sjön  ingår i Kymmene älvs huvudavrinningsområde.   Den ligger omkring 43 kilometer väster om Jyväskylä och omkring 240 kilometer norr om Helsingfors. 